# Prix littéraire Lucien-Barrière
Le prix littéraire Lucien-Barrière est un prix littéraire décerné depuis 1976 au Festival du cinéma américain de Deauville. Le prix récompense le meilleur livre ayant pour thématique l'Amérique selon un jury d'écrivains et de journalistes. Il doit récompenser un auteur Américain bien que des auteurs français le furent également.
Le prix est parrainé par le groupe Lucien Barrière, propriétaire de casinos et hôtels, et l'intitulé porte le nom du fondateur de l'entreprise. La récompense est décernée dans le cadre du festival de cinéma de Deauville, du fait que le groupe Lucien Barrière est partenaire du festival. Bien qu'il accompagne l'événement depuis sa seconde édition, s'y déroulant dans le cadre et faisant l'objet d'un créneau de remise du prix (ces dernières années, le lauréat est annoncé avant le début du festival), il n'est lié aux compétitions de films.

## Palmarès
Certains auteurs reçurent le prix même si aucun ouvrage en particulier n'est cité, probablement une reconnaissance pour la carrière.
| Année | Titre                                                                      | Auteur                       | Éditeur            | Pays       | Note                                                                |
| ----- | -------------------------------------------------------------------------- | ---------------------------- | ------------------ | ---------- | ------------------------------------------------------------------- |
| 1976  | Le Fou d'Amérique                                                          | Yves Berger                  | Grasset            | France     |                                                                     |
| 1977  | Marc Ullmann                                                               | Marc Ullmann                 | Marc Ullmann       | France     |                                                                     |
| 1978  | Le Mendiant et le voleur (Beggarman, Thief)                                | Irwin Shaw                   | Presses de la Cité | États-Unis |                                                                     |
| 1979  | Par moi-même (Lauren Bacall by myself)                                     | Lauren Bacall                | Le Livre de poche  | États-Unis |                                                                     |
| 1980  | Paris-New York                                                             | Maurice Bellonte             | Le Livre de poche  | France     |                                                                     |
| 1981  | Les Jeunes lions                                                           | Irwin Shaw et Georges Walter |                    |            |                                                                     |
| 1982  | Les Mémoires imaginaires de Marilyn                                        | Norman Mailer                |                    | États-Unis |                                                                     |
| 1983  | Création                                                                   | Gore Vidal                   |                    | États-Unis |                                                                     |
| 1984  | Le Cinquième fils                                                          | Elie Wiesel                  |                    | États-Unis |                                                                     |
| 1985  | Fortitude                                                                  | Larry Collins                |                    | États-Unis |                                                                     |
| 1986  | La Classe (The Class)                                                      | Erich Segal                  | Grasset            | États-Unis |                                                                     |
| 1987  | Pour sa contribution littéraire à l'industrie cinématographique            | Patricia Highsmith           | –                  | États-Unis |                                                                     |
| 1988  | L'Herbe de fer (Ironweed)                                                  | William Kennedy              | 10/18              | États-Unis |                                                                     |
| 1989  | Budd Schulberg                                                             | Budd Schulberg               | Budd Schulberg     | États-Unis |                                                                     |
| 1990  | Œuvre complète                                                             | William Styron               |                    | États-Unis |                                                                     |
| 1991  | The Big Red One                                                            | Samuel Fuller                | Christian Bourgois | États-Unis |                                                                     |
| 1992  | Dictionnaire du Cinéma                                                     | Jacques Lourcelles           |                    | France     |                                                                     |
| 1993  | Le Feu des étoiles (The Stars Shine Down)                                  | Sidney Sheldon               | Presses de la Cité | États-Unis |                                                                     |
| 1994  | Mr Vertigo                                                                 | Paul Auster                  |                    | États-Unis |                                                                     |
| 1994  | Barbara Taylor Bradford                                                    |                              |                    |            |                                                                     |
| 1995  | Les Filles de Maria                                                        | Jerome Charyn                |                    | États-Unis |                                                                     |
| 1996  | Le Monde perdu (The Lost World)                                            | Michael Crichton             | Robert Laffont     | États-Unis |                                                                     |
| 1997  | Personnes disparues (Lost innocents)                                       | Patricia MacDonald           |                    | États-Unis |                                                                     |
| 1997  | Erica Jong                                                                 | Erica Jong                   | Erica Jong         | États-Unis |                                                                     |
| 1998  | Tu m'appartiens                                                            | Mary Higgins Clark           |                    | États-Unis |                                                                     |
| 1999  | En gravissant la montagne                                                  | Kirk Douglas                 |                    |            |                                                                     |
| 2000  | Et si c'était vrai...                                                      | Marc Levy                    |                    | France     |                                                                     |
| 2001  | Big Jane                                                                   | Michael Cimino               | La Noire           | États-Unis | Roman                                                               |
| 2002  | Le Baiser                                                                  | Danielle Steel               |                    | États-Unis |                                                                     |
| 2003  | Rien ne va plus                                                            | Douglas Kennedy              |                    | États-Unis |                                                                     |
| 2004  | De Marquette à Veracruz                                                    | Jim Harrison                 |                    | États-Unis | Roman                                                               |
| 2005  | Sanctuary V                                                                | Budd Schulberg               |                    |            |                                                                     |
| 2006  | Henri ou Henry, le roman de mon père                                       | Didier Decoin                |                    |            |                                                                     |
| 2007  | La Belle vie (The Good Life)                                               | Jay McInerney                |                    | États-Unis |                                                                     |
| 2008  | Marilyn et JFK                                                             | François Forestier           | Albin Michel       | France     |                                                                     |
| 2009  | Et que le vaste monde poursuive sa course folle (Let The Great World Spin) | Colum McCann                 | Belfond            | Irlande    |                                                                     |
| 2010  | Blonde                                                                     | Joyce Carol Oates            | Stock              | États-Unis |                                                                     |
| 2011  | Minuit dans une vie parfaite (Midnight in a Perfect Life)                  | Michael Collins              | Christian Bourgois | Irlande    | Roman                                                               |
| 2012  | Pas Sidney Poitier (I am Not Sidney Poitier)                               | Percival Everett             | Actes Sud          | États-Unis |                                                                     |
| 2013  | Canada                                                                     | Richard Ford                 | L'Olivier          | États-Unis |                                                                     |
| 2014  | Le Fils (The Son)                                                          | Philipp Meyer                | Albin Michel       | États-Unis |                                                                     |
| 2015  | Tous nos noms (All Our Names)                                              | Dinaw Mengestu               | Albin Michel       | États-Unis |                                                                     |
| 2016  | Derniers feux sur Sunset ( West of Sunset)                                 | Stewart O'Nan                | L'Olivier          | États-Unis | Roman sur les derniers jours de F. Scott Fitzgerald à Hollywood     |
| 2017  | Les Sables de l'Amargosa (Gold Fame Citrus )                               | Claire Vaye Watkins          | Albin Michel       | États-Unis |                                                                     |
| 2018  | Le Cas Fitzgerald (Camino Island)                                          | John Grisham                 | Jean-Claude Lattès | États-Unis | Roman à intrigue sur des vols des manuscrits de F. Scott Fitzgerald |
| 2019  | À sang perdu                                                               | Rae DelBianco                | Éditions du Seuil  | États-Unis |                                                                     |
| 2020  | Le Monde n'existe pas                                                      | Fabrice Humbert              | Éditions Gallimard | France     |                                                                     |
| 2021  | non attribué                                                               |                              |                    |            |                                                                     |
| 2022  | Robert Redford                                                             | Michael Feeney Callan        | La Trace           | États-Unis | Biographie sur Robert Redford                                       |
| 2023  | Intimités                                                                  | Katie Kitamura               | Éditions Stock     |            |                                                                     |
| 2024  | Bien être                                                                  | Nathan Hill                  | Éditions Gallimard | États-Unis |                                                                     |

## Jury
2006 et 2011Frédéric Beigbeder
- Gilles Martin-Chauffier
- André Halimi
- Jean-Claude Lamy
- Eric Neuhoff
- Gonzague Saint Bris

2014
- Frédéric Beigbeder
- Adélaïde de Clermont-Tonnerre
- François Forestier
- Jean-Claude Lamy
- Éric Neuhoff
- Patrick Poivre d'Arvor
- Gonzague Saint Bris

2015, 2016
- Ariane Bois Heilbronn
- François Forestier
- Jean-Claude Lamy
- Éric Neuhoff
- Patrick Poivre d'Arvor
- Gonzague Saint Bris
- Colombe Schneck

- 2018 : Ariane Bois, François Forestier, Jean-Claude Lamy, Éric Neuhoff, Patrick Poivre d'Arvor et Colombe Schneck

- 2022 : François Armanet, Virginie Bloch-Lainé, Ariane Bois, Tiffany Gassouk, Colombe Schneck, Éric Neuhoff et Béatrice Nakache Halimi.
- 2024 et 2025 : Eric Neuhoff, Colombe Schneck, François Armanet, Ariane Bois, Tiffany Gassouk, Béatrice Nakache Halimi